# ググルステロン
ググルステロン(Guggulsterone)は、英語名をググル(guggul)というCommiphora mukulの樹脂に見られるフィトステロイドである。E-型とZ-型の2つの立体異性体が存在する。ヒトでは、ファルネソイドX受容体のアンタゴニストとして働く。かつてはその結果として肝臓におけるコレステロール合成を減少させると考えられていたが、様々な量のググルステロンを服用してもコレステロール生産の総量は減少しないとの複数の研究結果が出され、逆に多くの被験者では低密度リポプロテイン（いわゆる「悪玉コレステロール」）の量が増えるという結果が出ている。にもかかわらず、ググルステロンは、多くのサプリメントの材料に使われている。
ググルステロンはス広いスペクトルを持つステロイドホルモン受容体のリガンドであり、以下のような活性を持つことが知られている。
- ミネラロコルチコイド受容体のアンタゴニスト(Ki = 39 nM)
- プロゲステロン受容体の部分アゴニスト(Ki = 201 nM)
- グルココルチコイド受容体のアンタゴニスト(Ki = 224 nM)
- アンドロゲン受容体のアンタゴニスト(Ki = 240 nM)
- エストロゲン受容体のアゴニスト(Ki > 5 μM; EC50 > 5 μM)
- ファルネソイドX受容体のアンタゴニスト(IC50 = 5-50 μM)
- プレグナンX受容体のアゴニスト(EC50 = 2.4 μM ((Z)-異性体))

動物実験によって、ググルステロンは経口でも活性を持つことが明らかとなった。ラットでの経口摂取後のバイオアベイラビリティは42.9%で、半減期は約10時間であり、薬物動態学的に優れた物質である。